# Weißes Schloss (Dresden-Blasewitz)

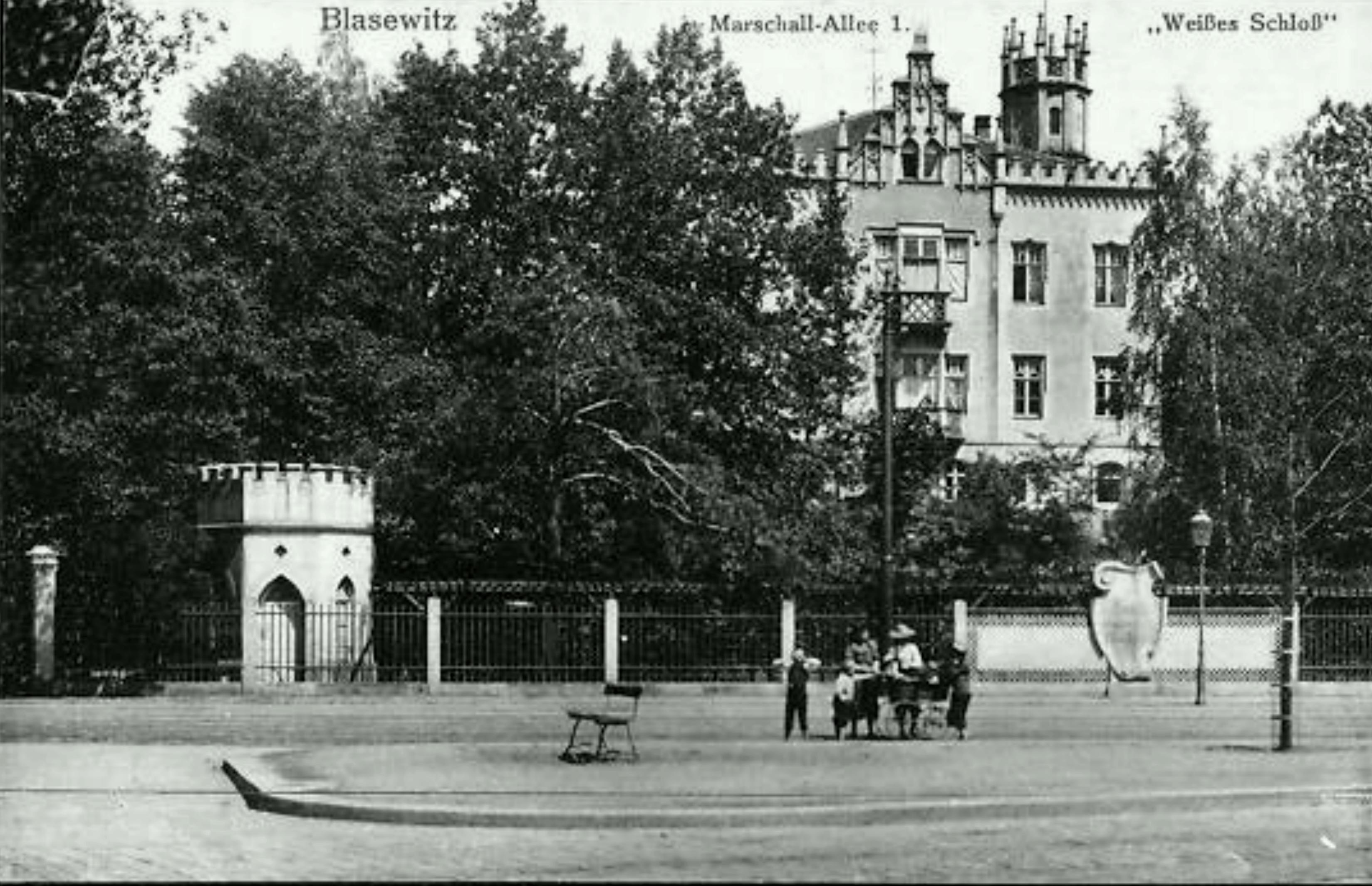
Weißes Schloss, Ansichtskarte um 1910

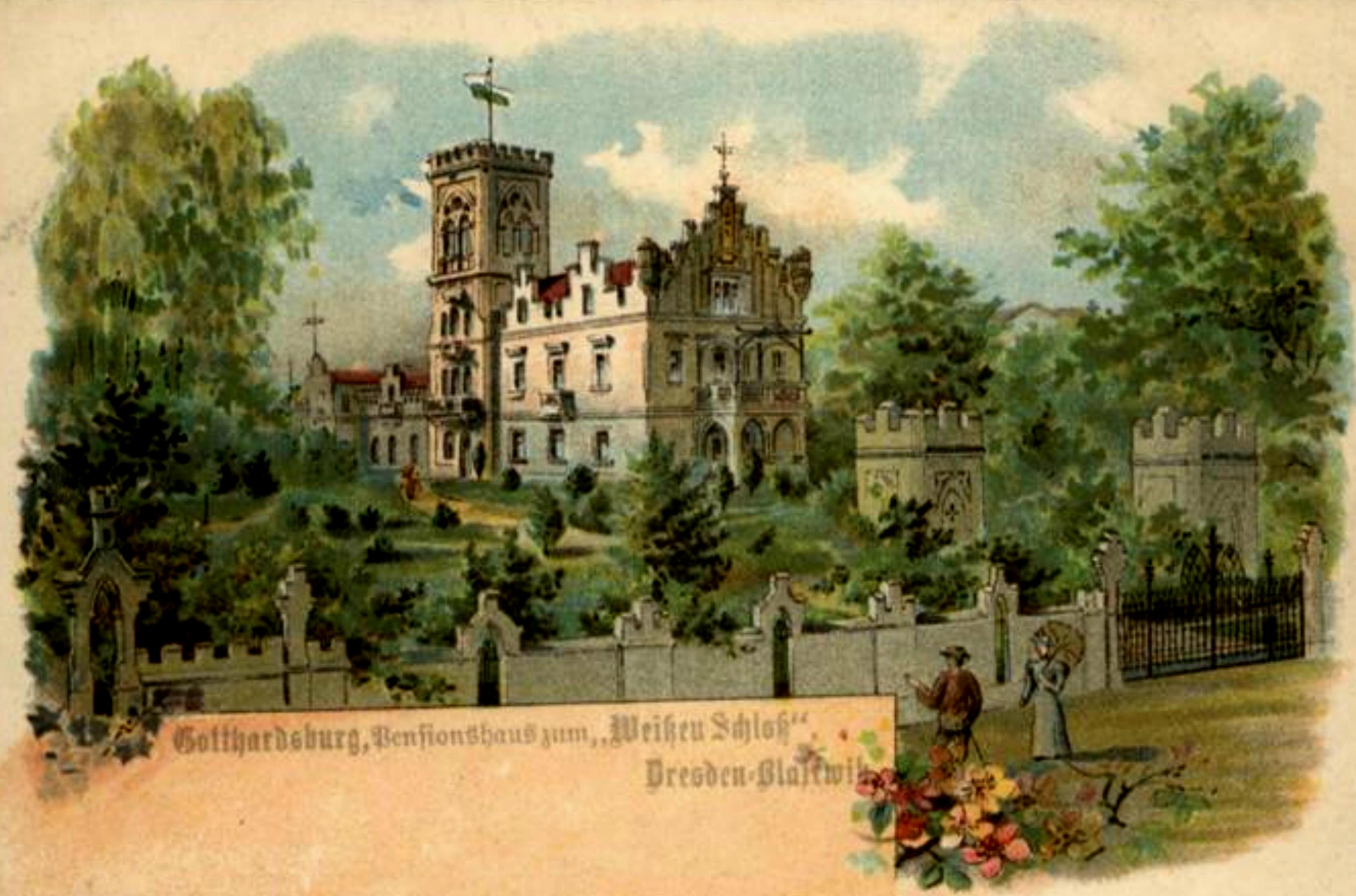
Gästehaus St. Gotthardsburg, Ansichtskarte um 1890

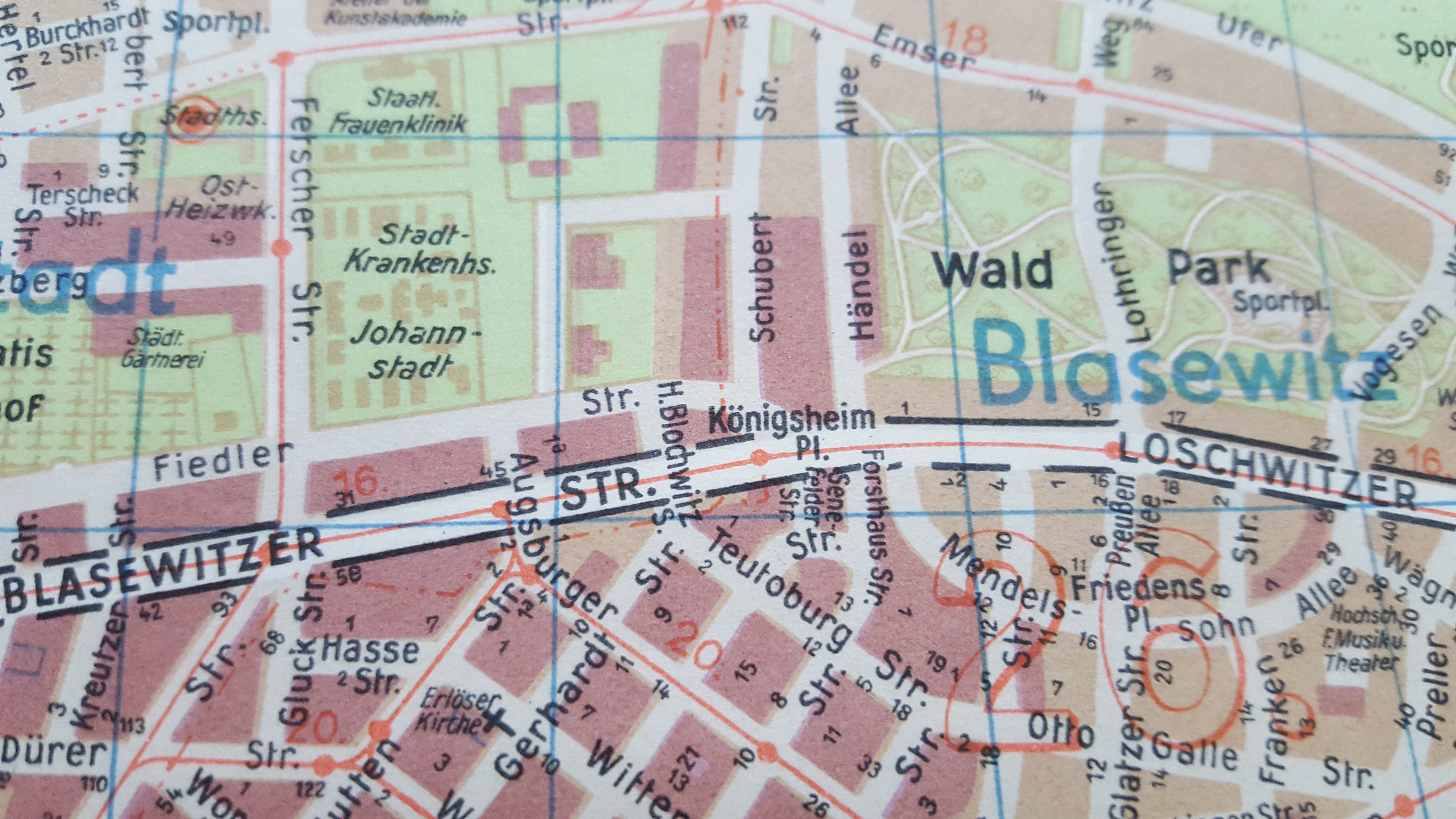
Blasewitz, Kartenausschnitt aus dem Stadtplan Dresden von 1948: lila eingefärbte Gebiete stellen totale Zerstörung dar

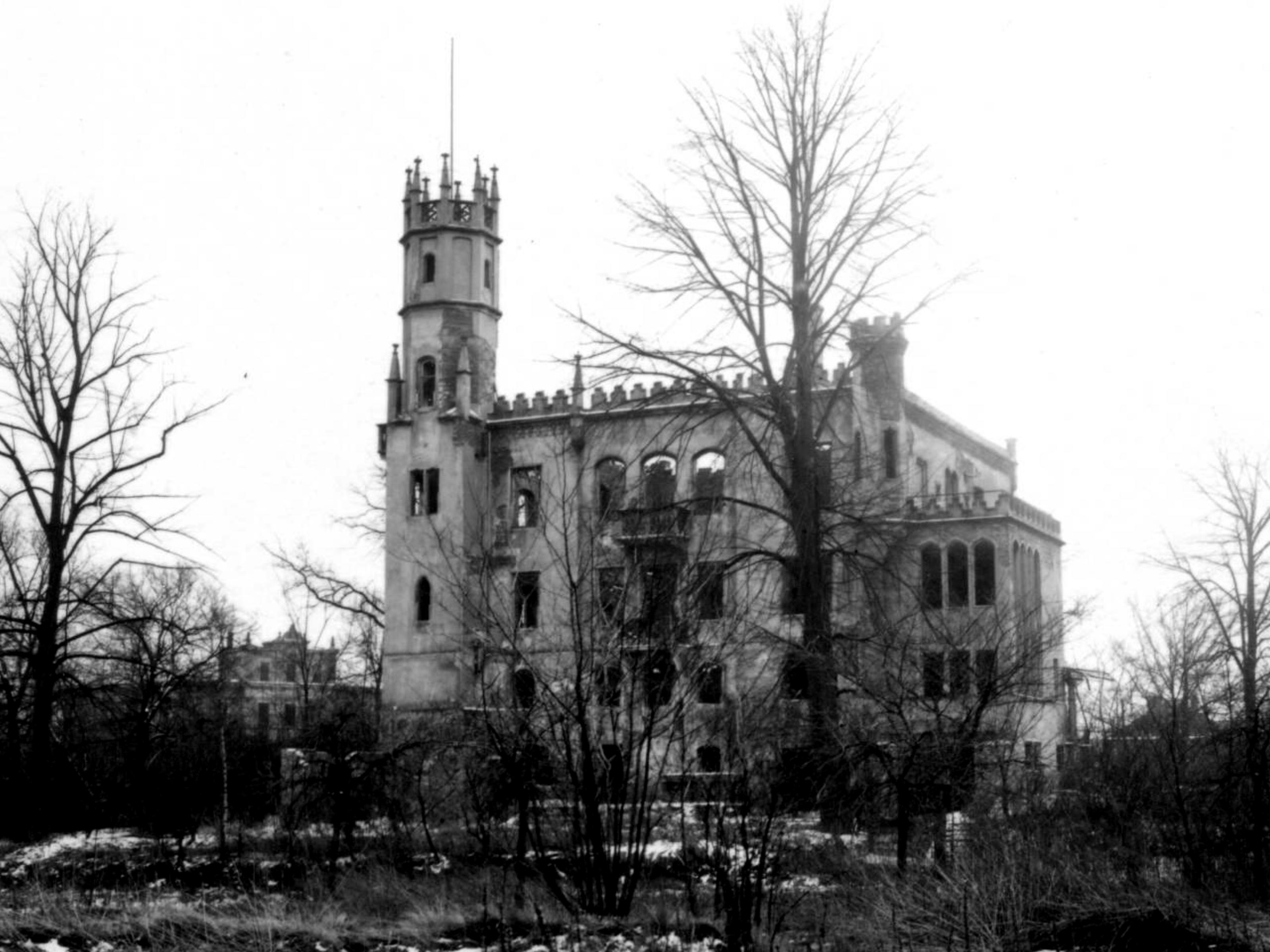
Weißes Schloss, 1952 (vor den Sprengungen)

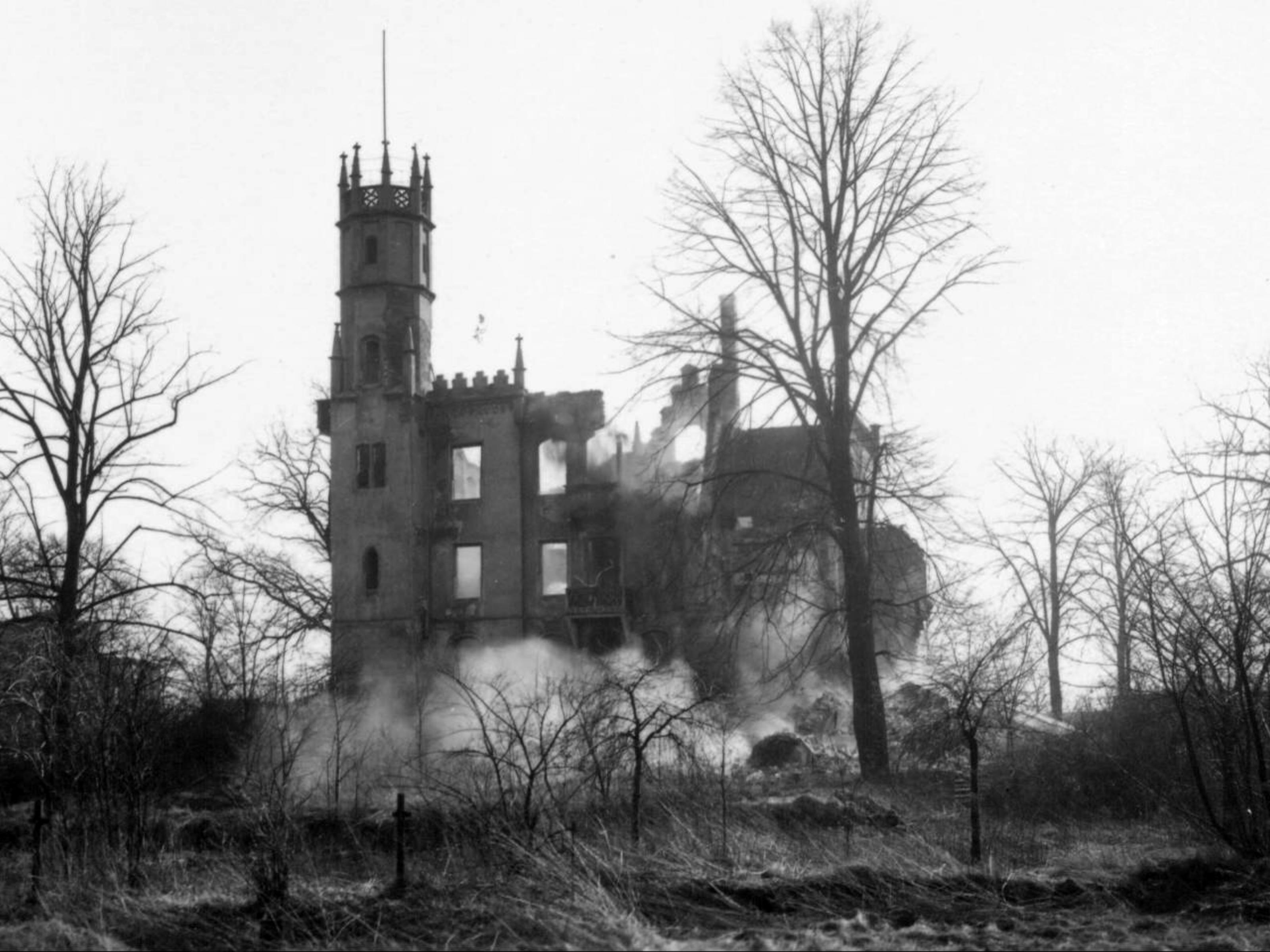
Weißes Schloss, 1952 (1. Sprengung)

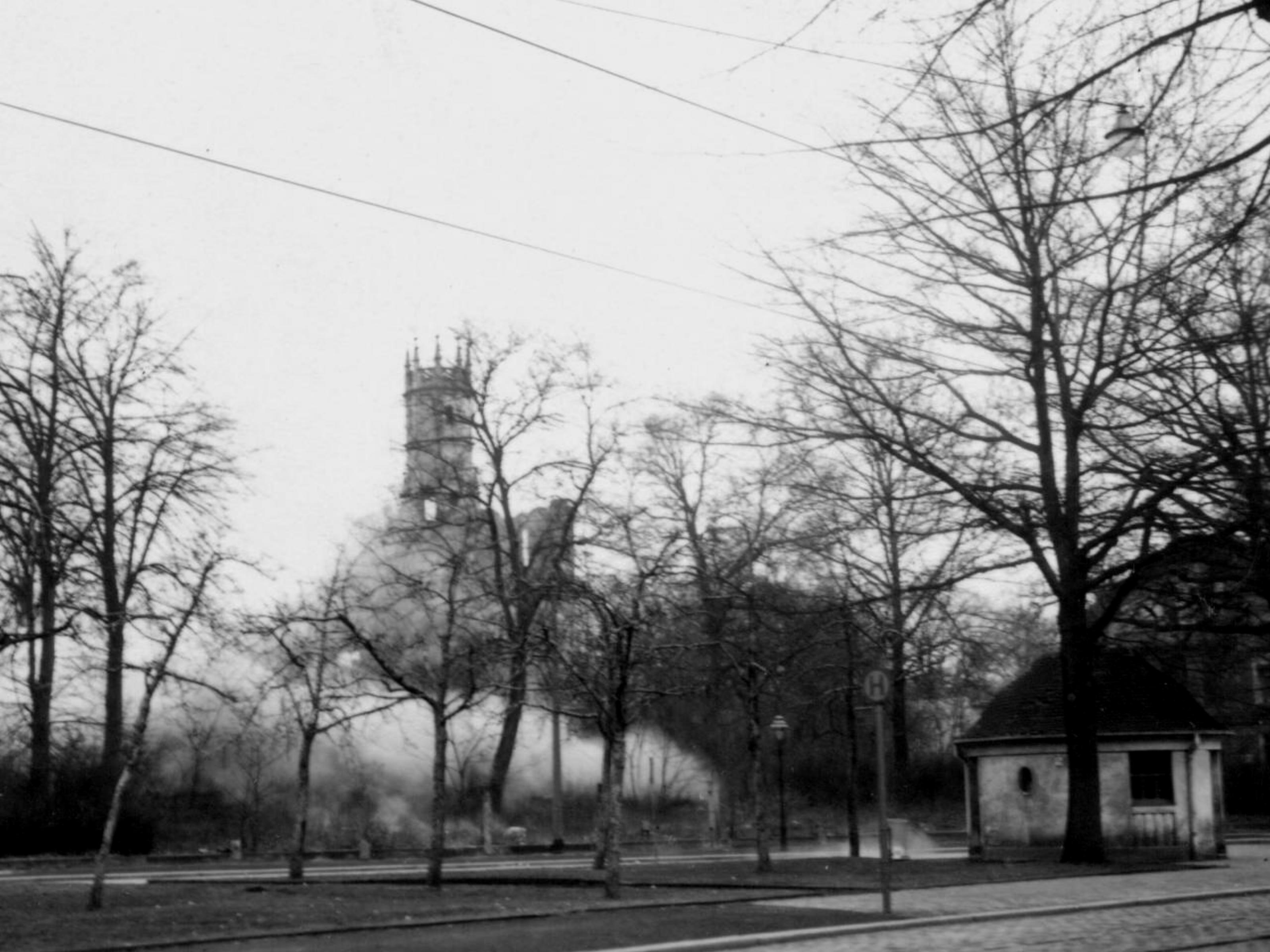
Weißes Schloss, 1952 (2. Sprengung)

Das Weiße Schloss war eine Villa im Dresdner Stadtteil Blasewitz, Residenzstraße (seit 1921 Königsheimplatz) Ecke Händelallee (bis 1945 Marschallallee) mit der Flurstücksnummer 208.

## Historische Einordnung
Der Ort Blasewitz vor den Toren Dresdens entwickelte sich in der Zeit von 1860 bis 1870 rasant zu einem Villenstandort. Vornehmlich in der deutschen Gründerzeit wurden nach dem Stil der Dresdner Villenarchitektur diverse Stilarten der deutschen Fachwerkbauweise, der Renaissance, der Romanik, der Gotik und des Barocks im Einklang miteinander verbunden. Geschmückt und verziert mit spitzen und kantigen Türmen, anschmiegenden Erkern, plastisch geschmückten Fassaden, dezenten Anbauten und Ziergiebeln sowie dekorativen Kaminen und Schornsteinen ergab sich ein oft schlossähnlicher Charakter. Großzügig angelegte Straßen bestimmten große Vorgärten und Parkanlagen um die Gebäude. Der Sächsische Geheime Regierungsrat Arthur Willibald Königsheim konzipierte beim Anlegen des Blasewitzer Waldparkes die Bebauung und Einteilung der Grundstücke und Straßen.

## Äußere Gestalt
Das Grundstück am Königsheimplatz Ecke Händelallee auf dem Flurstück Nummer 208 erwarb der Dresdner Unternehmer Carl August Spiegelthal. Dieser beauftragte den Dresdner Architekten Theodor Lehnert mit dem Bau eines aristokratischen Landsitzes. Nach dessen Entwürfen entstand in den Jahren 1860 bis 1862 eine der bedeutendsten schlossähnlichen Villen in Blasewitz bei Dresden. Das Gebäude in neugotischer Bauform, angelehnt an den Tudorstil, hatte eine Grundfläche von circa 16 mal 9 Meter. Es bestand aus einem Untergeschoss und drei Obergeschossen mit einer sechsachsigen Längsfront und vierachsigen Giebelfront, an der Turmseite mit dreiachsiger Giebelfront und einem fünfgeschossigen achteckigen Treppenturm mit zinnenbekrönten Sims an der Ostecke. Die straßenseitige Gebäudefront war in der Mittelachse mit Balkonen im 2. und 3. Obergeschoss und einem Staffelgiebel im Dachbereich betont hervorgehoben. Die einzelnen Geschosse hatten wechselnde Fensterformen, im Erdgeschoss mit Flachbögen, im ersten Obergeschoss rechteckig und im 2. Obergeschoss mit Vorhangbögen. Die Giebelfenster waren mit Spitzbögen und der Turm mit Korb- und Flachbögen versehen. Der Gebäudeabschluss war ebenfalls mit Zinnenkranz geschmückt. Das Gebäude war mit einem flachgeneigten Satteldach versehen. Die Putzfassade mit umlaufendem Sims über dem Erdgeschoss war weiß gehalten. Daher bezeichnete der Volksmund die Villa als Weißes Schloss. Mit dem Haupthaus entstanden ein Nebengebäude für die Bediensteten und an der Schubertstraße Ecke Emser Straße das Haus St. Gotthardsburg. Ein großzügiger parkähnlicher Garten umgab die Villa.

### Innenausstattung
Die Inneneinrichtung und Ausstattung waren äußerst prunkvoll gehalten und nach dem damaligen neuesten Stand der Technik installiert. Im Souterrain oder Tiefparterre lagen die Wirtschaftsräume und Personalsouterrainwohnungen. Das Hochparterre oder auch Erdgeschoss war über einen dekorativ geschmückten Haupteingang mit Freitreppe erreichbar. Die Diele war über drei Etagen offen gehalten und vermittelte eine großzügige und angenehme Atmosphäre. Im unteren Teil der Diele waren raumhohe eichene Wandverkleidungen mit geschnitzten Ornamenten vorhanden. Der obere Teil der Diele wurde über eine Prachttreppe erreicht und ist zugleich der Zugang zum oberen Geschoss. Auf niedrigen Säulen bildeten Arkaden mit Ornamenten und Wappen einen architektonischen prächtigen Gesamtabschluss. Die Decke mit den sichtbaren Eichenholzbalken und geputzten Zwischenfeldern gab der Diele ein gelungenes Gesamtbild. Die großzügig angeordneten Zimmer waren über die Diele erreichbar und im Inneren miteinander verbunden. Alle Räume waren prächtig und reichlich mit Verzierungen und plastischen Reliefs geschmückt. Die Türgewände wurden mit geschnitztem Eichenholz aufwendig verblendet.
Die Ausführung der Wandverkleidungen und sämtlicher hölzernen Einbauten übernahm die Dresdner Innenausstattungsfirma Udluft und Hartmann. Jeder Türdurchgang wurde anders gestaltet und geschmückt, die Türgewände waren mit Ranken und Zierbändern versehen und schlossen im oberen Teil mit Figuren und Fantasiegestalten ab. Die Beschläge der Türen und Fenster waren aus Messing gefertigt. Die Schlossschilde und Fensteroliven waren mit aufwendigen Ziselierungen geschmückt. Die Baskülstangen waren bereits modern im Rahmen eingearbeitet. Alle Zimmer im Erdgeschoss waren wie die Diele ausgestaltet. Die Fensterseiten waren bis zur Decke mit Wandverkleidungen gestaltet. Die Zwischenfelder und Brüstungsflächen waren mit Ranken und Reliefbändern reich geschmückt. Alle Zimmerdecken im Erdgeschoss hatten eine hölzerne Kassettenbalkendecke mit dekorativen Ausschmückungen und verzierten Zwischenfeldern. Das Obergeschoss war analog den Räumlichkeiten wie im Erdgeschoss um die Diele angeordnet. Ihre Gestaltung zeigte eine etwas geschlossenere Prächtigkeit als im Erdgeschoss. Alle Zimmer hatten Stuck- und Balkendecken mit geschnitzten Zwischenfeldern mit dekorativen Ausschmückungen. Im Dachgeschoss befanden sich die weniger ausgeschmückten Räumlichkeiten der Familie, wobei das an der südlichen Seite befindliche Esszimmer wiederum mit Ornamenten, Reliefs und Zierbändern und einer halbhohen Wandverkleidung ausgestaltet war.

## Nutzungsgeschichte
Der Dresdner Unternehmer und Bauherr Carl August Spiegelthal bewohnte das Gebäude nach seiner Fertigstellung 1862 bis zum Jahr 1880. Christian Friedrich Lorenz, Gastwirt vom Weißen Adler, übernahm bis zum Jahr 1920 das Anwesen. Er baute es zu einem Hotel um und erwarb einige weitere Gebäude in der Umgebung. Mit der Umgestaltung zum Hotel Weißes Schloss erfolgte eine Modernisierung der Haustechnik. Der parkähnliche Garten wurde neu gestaltet und die Fassaden mit weißer Farbe saniert. Somit entstand eine Pensionsanlage mit über 100 Ferienwohnungen. Ein eigener Fuhrpark mit mehreren Kutschen beziehungsweise Automobilen gehörten genauso dazu wie die Nutzung der prunkvollen Gesellschaftsräumlichkeiten und Säle im Haupthaus. Im Jahr 1899 feierte der Dresdner Bildhauer Eduard Jungbluth im Weißen Schloss seine Hochzeit. Der Zahnarzt Willy Alfred Mauksch wurde im Jahr 1920 neuer Besitzer der Villa. Dieser ließ das Gebäude wieder in eine privat genutzte Villa umbauen und errichtete im Jahr 1930 einen Anbau im Garten für die Ärzteschaft Dresden-Blasewitz.

## Zerstörung
Im Jahr 1945 während der Luftangriffe auf Dresden wurde das Gebäude von mehreren Brand- und Sprengbomben getroffen und brannte bis auf die Umfassungsmauern völlig aus. Zwar wurde die Ruine beräumt, jedoch im Jahr 1952 gesprengt und beseitigt. Lange Zeit verblieb der parkähnliche Garten erhalten, bis im Jahr 1988 mehrere Plattenbauten auf dem Areal errichtet wurden.